# Jone Koroiduadua
Pas d'image ? Cliquez ici

a Compétitions nationales et continentales officielles uniquement.

b Matchs officiels uniquement.
Dernière mise à jour le 6 novembre 2023.
Jone Koroiduadua, né le 10 mars 1999, est un joueur international fidjien de rugby à XV évoluant au poste de pilier. Il joue avec les Fijian Drua en Super Rugby.

## Biographie
Il est le cousin du joueur australien de rugby à XV Mark Nawaqanitawase.

## Carrière

### En club
Chez les juniors, il représente le club local de Nadroga, avant d'être promu dans l'équipe sénior en 2019.
En 2019, il rejoint l'équipe fidjienne des Fijian Drua, qui dispute le championnat australien du NRC. En décembre 2020, il est recruté en tant que joker médical par l'ASM Clermont Auvergne, mais ne dispute aucun match avec le club français. En 2022, il est intégré dans l'équipe première des Fijian Drua pour la saison 2022 de Super Rugby.

### En équipe nationale
Le pilier est appelé pour la première fois en sélection nationale avec les Flying Fijians en 2020 pour participer à la préparation des tests de la Coupe d'automne des nations,.
En août 2023, Koroiduadua est retenu dans le groupe de 33 joueurs sélectionnés pour participer à la Coupe du monde en France. Peu après, il fait alors ses débuts internationaux contre l'équipe de France, puis affronte l'Angleterre en préparation. Lors du Mondial, le joueur n'est pas inclus sur la feuille de match des deux premières rencontres de poule des Fidji, puis se blesse, entraînant son forfait pour le reste de la compétition.